# 六号線
『六号線』（ろくごうせん）は、オレンジスパイニクラブがワーナーミュージック・ジャパンから2024年1月24日にリリースしたメジャー8作目の配信シングルである。

## 概要
- 前作「キンモクセイ - From THE FIRST TAKE」から約6ヶ月ぶりのシングルで、オリジナル曲に限れば「洒落」から約8ヶ月ぶりのシングル。
- テレビ東京系ドラマ25「ハコビヤ」のエンディングテーマ[2]。ドラマ主題歌を手がけるのは「7997」「タイムトラベルメロン」に続いて3作目。同ドラマの初回放送で初OA。
- 1月13日にリリースが発表され、ジャケット写真も公開[1]。ジャケット写真はゆっきーが撮影したものである[1]。
- Apple Music, SpotifyでPre-add / Pre-saveを行えば、ゆっきーが撮影したオリジナルスマホ用ロック画面（ジャケット写真とは異なる）が配布された。

## 収録曲
1. 六号線 [3:28]
作詞・作曲：スズキナオト
  - 東京とメンバーの地元である北茨城市をつなぐ国道6号線をモチーフにした楽曲[1]。
  - メンバーは「物を届けるというテーマを僕らに置き換えて考えた時、それは音楽だと改めて感じ、今回『六号線』という曲を書きました。地元の北茨城と東京をつなぐ国道六号線という一般道をモチーフにしています。高速道路に乗るお金も無く、何時間もかけて東京に通ったあの日の執念や情熱は、目には見えない物だけれど、誰かに届いて欲しかった物だったんだなと、強く思ったあの日の僕らの曲です。」とコメントしている[1]。

## タイアップ
| 曲順 | 曲名   | タイアップ                               |
| ---- | ------ | ---------------------------------------- |
| #1   | 六号線 | テレビ東京系列ドラマ25『ハコビヤ』主題歌 |